# باولو دي فيتا
باولو دي فيتا (بالإيطالية: Paolo De Vita)‏ هو ممثل إيطالي، ولد في 29 يونيو 1957 بباري في إيطاليا.

## أعمال

### أفلام
- (1997) الارطماسيا[2]
- (2011) أنونيموس[3]

## وصلات خارجية
- باولو دي فيتا على موقع IMDb (الإنجليزية)
- باولو دي فيتا على موقع ألو سيني (الفرنسية)
- باولو دي فيتا على موقع أول موفي (الإنجليزية)
- باولو دي فيتا على موقع قاعدة بيانات الأفلام السويدية (السويدية)
- باولو دي فيتا على موقع قاعدة بيانات الفيلم (الإنجليزية)
- باولو دي فيتا على موقع كينوبويسك (الروسية)